# Idris Elba
Idrissa Akuna Elba OBE (/ˈɪdrɪs/ IH-driss; sinh ngày 6 tháng 9 năm 1972) là nam diễn viên, ca sĩ, DJ người Anh. Trong sự nghiệp của mình, ông đã nhận được một giải Quả cầu vàng, đề cử ba giải BAFTA, sáu giải Primetime Emmy. Năm 2016, ông lọt vào danh sách Những người có ảnh hưởng nhất thế giới Time 100.
Elba từng học diễn xuất tại sân khấu National Youth Music Theatre, Luân Đôn. Ông được biết tới rộng rãi qua các vai Stringer Bell trong The Wire của HBO (2002–2004) và John Luther trong Luther (2010–2019, BBC One). Vai Luther mang về cho ông một giải Quả cầu vàng cho Nam chính xuất sắc nhất trong phim truyền hình/phim ngắn, bốn đề cử Primetime Emmy cho Nam chính nổi bật trong phim điện ảnh/phim truyền hình ngắn. Ông cũng có một đề cử Emmy cho vai khách mời trong The Big C (2011) và vai chính trong Hijack (2024). Elba cũng nổi tiếng với vai phụ Charles Miner trong sitcom The Office (2009, đài NBC).
Ở lĩnh vực điện ảnh, ông tham gia Beasts of No Nation (2015) và nhận được một giải SAG cho nam diễn viên phụ xuất sắc nhất, các đề cử giải BAFTA cho nam diễn viên phụ xuất sắc nhất và Quả cầu vàng. Ông từng thủ vai Nelson Mandela trong Mandela: Long Walk to Freedom (2013) và nhận được một đề cử giải Quả cầu vàng cho Nam chính điện ảnh xuất sắc nhất phim chính kịch. Các phim khác mà ông đã góp mặt là American Gangster (2007), Obsessed (2009), Prometheus (2012), Pacific Rim (2013), Star Trek Beyond (2016), Molly's Game (2017), The Dark Tower (2017), Fast & Furious: Hobbs & Shaw (2019), và The Harder They Fall (2021).

## Danh sách phim

### Điện ảnh
| Năm  | Phim                                  | Vai                      | Đạo diễn                | Ghi chú                      |
| ---- | ------------------------------------- | ------------------------ | ----------------------- | ---------------------------- |
| 1999 | Belle maman                           | Grégoire                 | Gabriel Aghion          |                              |
| 2000 | Sorted                                | Jam                      | Alexander Jovy          |                              |
| 2001 | Buffalo Soldiers                      | Kimborough               | Gregor Jordan           |                              |
| 2003 | One Love                              | Aaron                    | Rick Elgood Don Letts   |                              |
| 2005 | The Gospel                            | Charles Frank            | Rob Hardy               |                              |
| 2005 | Sometimes in April                    | Augustin                 | Raoul Peck              |                              |
| 2007 | Daddy's Little Girls                  | Monty James              | Tyler Perry             |                              |
| 2007 | The Reaping                           | Ben                      | Stephen Hopkins         |                              |
| 2007 | 28 Weeks Later                        | General Stone            | Juan Carlos Fresnadillo |                              |
| 2007 | American Gangster                     | Tango                    | Ridley Scott            |                              |
| 2007 | This Christmas                        | Quentin Whitfield        | Preston A. Whitmore II  |                              |
| 2008 | Prom Night                            | Detective Winn           | Nelson McCormick        |                              |
| 2008 | RocknRolla                            | Mumbles                  | Guy Ritchie             |                              |
| 2008 | The Human Contract                    | Larry                    | Jada Pinkett Smith      |                              |
| 2009 | The Unborn                            | Arthur Wyndham           | David S. Goyer          |                              |
| 2009 | Obsessed                              | Derek Charles            | Steve Shill             |                              |
| 2010 | Legacy                                | Malcolm Gray             | Thomas Ikimi            | Giám đốc sản xuất            |
| 2010 | The Losers                            | Roque                    | Sylvain White           |                              |
| 2010 | Takers                                | Gordon Cozier            | John Luessenhop         |                              |
| 2011 | Thor                                  | Heimdall                 | Kenneth Branagh         |                              |
| 2011 | Ghost Rider: Spirit of Vengeance      | Moreau                   | Neveldine/Taylor        |                              |
| 2012 | Prometheus                            | Captain Janek            | Ridley Scott            |                              |
| 2013 | Pacific Rim                           | Stacker Pentecost        | Guillermo del Toro      |                              |
| 2013 | Thor: Thế giới bóng tối               | Heimdall                 | Alan Taylor             |                              |
| 2013 | Mandela: Long Walk to Freedom         | Nelson Mandela           | Justin Chadwick         |                              |
| 2014 | No Good Deed                          | Colin Evans              | Sam Miller              | Giám đốc sản xuất            |
| 2014 | Second Coming                         | Mark                     | Debbie Tucker Green     |                              |
| 2015 | The Gunman                            | DuPont                   | Pierre Morel            |                              |
| 2015 | Biệt đội siêu anh hùng: Đế chế Ultron | Heimdall                 | Joss Whedon             |                              |
| 2015 | Beasts of No Nation                   | Commandant               | Cary Joji Fukunaga      |                              |
| 2016 | Zootopia                              | Chief Bogo               | Byron HowardRich Moore  | lồng tiếng                   |
| 2016 | Cậu bé rừng xanh                      | Shere Khan               | Jon Favreau             | lồng tiếng                   |
| 2016 | Bastille Day                          | Sean Briar               | James Watkins           |                              |
| 2016 | Đi tìm Dory                           | Fluke (lồng tiếng)       | Andrew Stanton          |                              |
| 2016 | 100 Streets                           | Max                      | Jim O'Hanlon            |                              |
| 2016 | Star Trek Beyond                      | Krall / Balthazar Edison | Justin Lin              |                              |
| 2017 | The Dark Tower                        | Roland Deschain          | Nikolaj Arcel           |                              |
| 2017 | Molly's Game                          | Charlie Jaffey           | Aaron Sorkin            |                              |
| 2017 | The Mountain Between Us               | Dr. Ben Bass             | Hany Abu-Assad          |                              |
| 2017 | Thor: Ragnarok                        | Heimdall                 | Taika Waititi           |                              |
| 2018 | Yardie                                |                          | Himself                 |                              |
| 2018 | Avengers: Cuộc chiến vô cực           | Heimdall                 | Anthony & Joe Russo     |                              |
| 2022 | Thor: Tình yêu và sấm sét             | Heimdall                 | Taika Waititi           | Xuất hiện trong After Credit |
| 2024 | Nhím Sonic 3                          | Knuckles the Echidna     | Jeff Fowler             |                              |